# Misselwarden
Misselwarden község Németországban, Alsó-Szászországban, a Cuxhaveni járásban. Lakosainak száma 413 fő (2023. december 31.).